# Víctor Carrasco Albano
Víctor Carrasco Albano; (Santiago, 1840 - 4 de mayo de 1893). Abogado y político liberal chileno. Hijo de Juan Manuel Carrasco Valenzuela y de Nicolasa Albano Vergara. Contrajo matrimonio con María del Carmen Bascuñán Vargas.
Fue educado en el Colegio de los Sagrados Corazones de Santiago y en la Universidad de Chile, donde se graduó como abogado (1871). Viajó a Argentina, donde logró un Doctorado en Derecho en la Universidad de Buenos Aires (1872).
Se dedicó a su profesión y a la política, afiliado al Partido Liberal Democrático. Fue alcalde de Talca (1873-1876).
Fue elegido Diputado por Santiago (1891-1894), formando parte de la comisión permanente de Educación y Beneficencia. Pero no alcanzó concluir su mandato, al fallecer de causas extrañas, en mayo de 1893.